# 南湖院

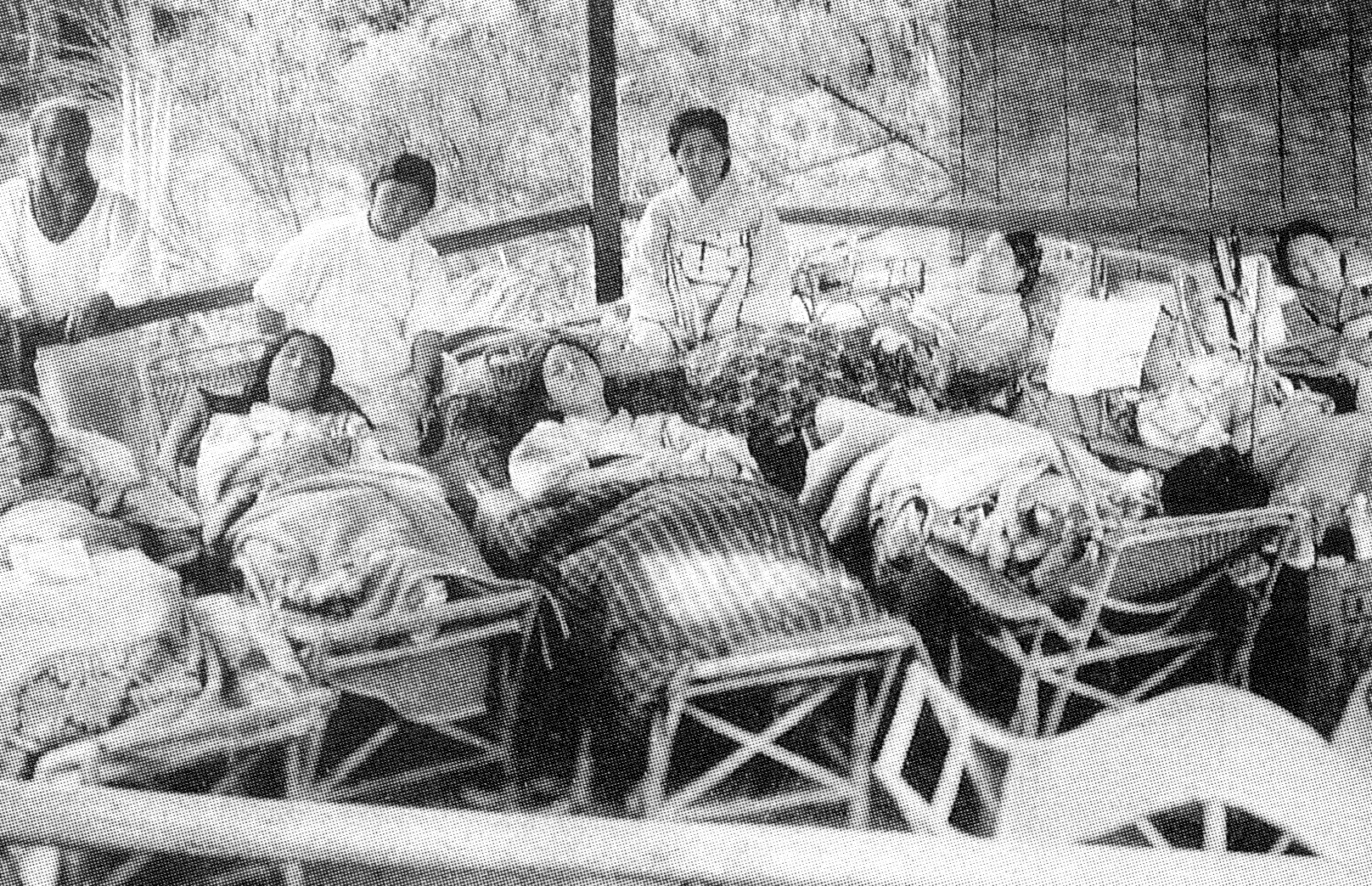
横臥堂で外気に当たる女性患者（1931年）

南湖院（なんこいん）は、神奈川県茅ヶ崎市にあったサナトリウム（結核療養所）。
医師高田畊安によって1899年9月に開院し、「東洋一」のサナトリウムと称せられたが、1945年5月に海軍に全面接収されて解散となった。盛時は東京の医学生のほとんどが卒業必修単位の如くに見学に訪れたという。名称は地名の南湖（ナンゴ）に拠るが、濁音を嫌った高田畊安によって「ナンコイン」と称された。場所は現在の茅ヶ崎市南湖6丁目の県立茅ヶ崎西浜高校や老人ホーム太陽の郷のあたりが比定される。敷地は当初は5,568坪、最盛期の昭和10年代には計5万坪あまりもあったという。建坪は4,500坪、病室は158室。

## 創設者
高田畊安（1861－1945）は丹後国中筋村(現・京都府舞鶴市)に綾部藩の藩医・増山守正（1827－1901）の次男・増山復斉として生まれ、母方・高田家の養子となり畊安と名乗った。1882年に同志社教会でドウェイト・ウィットニー・ラーネッドから受洗。京都医学校を経て1890年（明治23年）に帝国大学医学部を卒業し、ベルツの助手として帝大に残るも肺結核にかかり辞職し、結核医療のための「東洋内科医院」を1896年に設立、1899年にその分院として南湖院を創設した。妻の輝は勝海舟の孫。

## 沿革

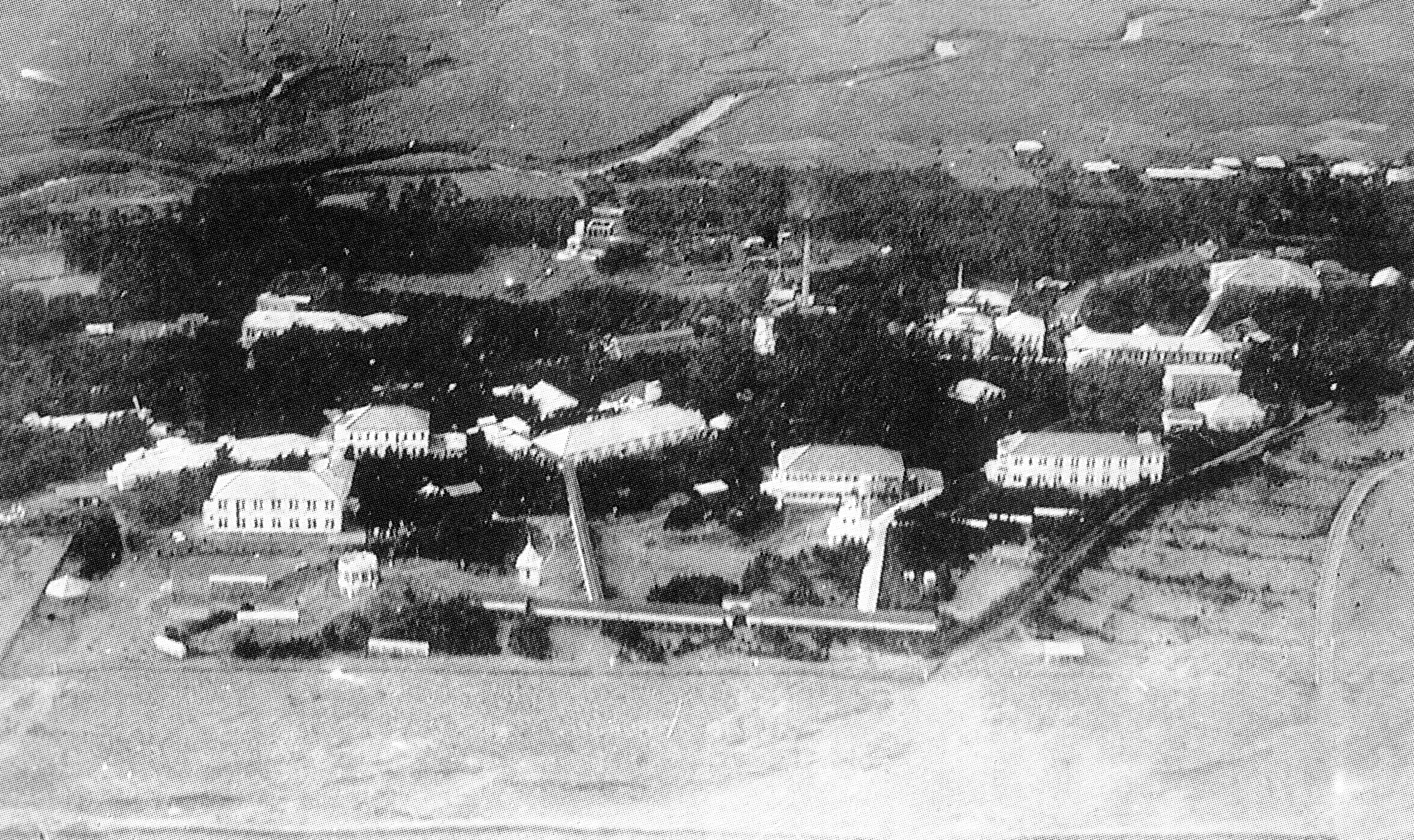
1926年頃の南湖院。松林の中に12の病棟と多くの施設を有し、すべてが長い廊下でつながっていた。

- 1896年（明治29年）11月11日　高田畊安は帝国大学青山内科を辞し、東京の神田に東洋内科医院を開業。
- 1899年
  - 3月4日　神奈川県の茅ヶ崎に分院の計画を立て、南湖院と命名。
  - 5月28日　第一病舎上棟式。病室数10。
  - 9月27日　第一病舎での受け入れ開始。勝海舟の未亡人など三名。
  - 10月11日　私立病院として認可される。
- 1901年　第二病舎竣工。病室数15。
- 1905年　第三病舎竣工。病室数19。
- 1906年　第四病舎竣工。病室数5。
- 1908年
  - 2月3日　重症の国木田独歩が入院。病状が「読売新聞」に連載され、南湖院と別荘地茅ヶ崎の知名度を上げる。
  - 6月23日　国木田独歩病没。
- 1910年　第五病舎竣工。
- 1912年　
  - 第六病舎竣工。病室数4。
  - 8月　洗濯所竣工。
- 1914年
  - 3月　測候所竣工。
  - 7月　第七病舎竣工。病室数11。
- 1914年　平塚らいてうの事実婚の夫で画家の奥村博史が入院。高田院長は収入のない奥村を慮って、入院費を奥村の絵で相殺した[2]。
- 1916年1月　第八病舎竣工。病室数23。東京の本院から移転改築。
- 1917年
  - 3月　第九病舎竣工。病室数12。東京の本院から移転改築。
  - 11月　第十病舎竣工。病室数12。
- 1918年　医王堂（大会堂）竣工。
- 1921年12月　第十一病舎竣工。病室数15。
- 1923年9月　関東大震災で第五病舎焼失。後に再建。震災時の総入院者数は210人。付添人55人。職員137人。
- 1924年2月　愛光室（仮本館）竣工。
- 1926年5月　院長室竣工。
- 1927年2月　第十二病舎竣工。病室数14。
- 1928年9月　隔離病者竣工。病室数6。
- 1930年2月　愛光室別館竣工。
- 1931年11月　徳太室竣工。病室数1。
- 1932年9月　気楽舎（軽費病舎）竣工。病室数11。
- 1935年12月　『南湖院一覧』発行開始。以後1942年まで毎年1冊発行。但し、1941年度分は存否未詳。
- 1940年12月　『南湖院一覧』が「皇室に対する不敬」により発売頒布禁止処分となる。「宗教倫理はイエス・キリストにありて発現せらる」の部分が不敬に当たるとされ、削除を求められた[3]。
- 1942年9月11日　『南湖院一覧』が再び発禁となる。
- 1945年
  - 2月1日-2日　高田院長は特高に呼ばれ、茅ヶ崎の東隣りの藤沢市の警察署に出頭。
  - 2月4日　高田院長、医王堂での説教中に倒れる。
  - 2月9日　高田院長、死去（83歳）。
  - 5月　海軍により全面接収。

### 解散後
- 1946年8月 連合国が接収する。
- 1952年7月26日　在日米軍施設キャンプ茅ヶ崎の一部となる。
- 1956年1月17日　接収解除となる。
- 2015年12月10日 第一病舎とそれに関係した土地が茅ヶ崎市に寄付された[4][5]。2022年現在、有料老人ホーム「茅ヶ崎太陽の郷」となり、敷地内に第一病舎が現存[6]

## 院長の高田の信仰と医王祭
南湖院ではクリスチャンの高田院長によってクリスマスが創立記念日も兼ねて医王祭と称して行われた。盛時には五千通もの招待状を出し、県知事も何度か出席している。医王は東方浄瑠璃世界の薬師如来をイメージさせるが、高田の煩悶は近代天皇制との間にあった。入院者の生活ガイドブックの『南湖院一覧』ではイエスに「医蘇」の字を当て、「正義武力を顕して治めたまふは神武なり」「父神と愛 顕して救ひ給ふぞ医蘇なる」とし、「南湖院憲法」には「基督に政治と宗教の二面ありて政治權力は神武皇室に在り、又宗教倫理はイエス基德に在りて発現せらる」として二度の発禁処分を受けている。処分理由は「皇室ニ対シ不敬」（｢出版警察報｣113号）であった。なお「神武」は神武天皇のことで、政治は天皇、神はイエスというぎりぎりの譲歩が高田の晩年の信仰の特徴である。平田篤胤の影響下にある近代天皇制神道は、政治は天皇、神は天皇家の祖霊という発想であったから、検閲を行う内務省（特別高等警察を所管）の忌諱に触れたのである。なお、「神武（じんむ）」には「しんむ」のふりがながあり、濁音を忌む思想には本居宣長の影響も認められる。

## 患者入院日数統計
1938年中退院結核患者在院日数…1939年刊、『南湖院一覧』より
| 転帰退院者 | 患者実数 | 入院延日数 | 一人平均 入院日数 | 最短日数 | 最長日数 |
| ---------- | -------- | ---------- | ----------------- | -------- | -------- |
| 治癒又略治 | 42       | 9,721      | 231               | 32       | 743      |
| 軽快       | 319      | 48,701     | 153               | 9        | 908      |
| 不変       | 52       | 2,601      | 50                | 2        | 281      |
| 増悪       | 10       | 1,116      | 112               | 16       | 207      |
| 死亡       | 45       | 10,076     | 224               | 9        | 1,195    |
| 計         | 468      | 72,215     | 154               | －       | －       |

## 診療費
1939年刊、『南湖院一覧』より
- 外来
  - 院長・次長　初診5円（越順又は時間外は7円）
  - 院長・次長　再診50銭（越順又は時間外は2円）
  - 副長　初診3円（越順又は時間外は5円）
  - 副長　再診50銭（越順又は時間外は1円）
  - 医員　初診1円50銭（越順又は時間外は2円）
  - 医員　再診50銭円（越順又は時間外は1円）
  - 耳鼻咽喉科　初診3円（越順又は時間外は5円）
  - 耳鼻咽喉科　再診別規定（越順又は時間外は50銭増)

- 往診……車馬料患家負担
  - 院長　1時間20円
  - 次長　1時間10円
  - 耳鼻科長　1時間10円
  - 同副科長　1時間10円
  - 副長　1時間5円
  - 医員　1時間2円

- 入院

| 室種 | 一室定員 | 寝台数 | 場所種  | 金額    | 注                                                  |
| ---- | -------- | ------ | ------- | ------- | --------------------------------------------------- |
| 特別 | 1        | 2      | 第1種   | 6円50銭 | 第3、第8、第9、第10病舎の南側と第4病舎。            |
| 特別 | 1        | 2      | 第2種   | 6円     | 第3、第8、第9、第10病舎の北側と第1、第2病舎の南側。 |
| 特別 | 1        | 2      | 第3種   | 5円50銭 | 第1、第2病舎の北側。                                |
| 特別 | 1        | 2      | 別種ノ1 | 8円50銭 | 第7病舎、第12病舎。                                 |
| 特別 | 1        | 2      | 別種ノ2 | 8円     | 第11病舎の南側、隔離病舎。                          |
| 特別 | 1        | 2      | 別種ノ3 | 7円50銭 | 第11病舎の北側。                                    |
| 甲   | 1        | 1      | 第1種   | 5円50銭 | 第8、第9、第10病舎の南側と第12病舎の内室。          |
| 甲   | 1        | 1      | 第2種   | 5円     | 第8、第9病舎の北側と第1の南側。                     |
| 甲   | 1        | 1      | 第3種   | 4円50銭 | 第1病舎の北側と東側。                               |
| 乙   | 1        | 1      | 第1種   | 4円30銭 | 第3、第8、第9、第10病舎の南側と第4病舎。            |
| 乙   | 1        | 1      | 第2種   | 3円70銭 | 第1、第2病舎の南側と第3、第8、第9、第10病舎の北側。 |
| 乙   | 1        | 1      | 第3種   | 3円30銭 | 第1、第2病舎の北側。                                |
| 乙   | 1        | 1      | 別種ノ1 | 5円     | 第7病舎、第12病舎の外室、隔離病舎、第12病舎の南側。 |
| 乙   | 1        | 1      | 別種ノ2 | 5円50銭 | 第11病舎の北側。                                    |
| 丙   | 1又は2   | 0      | 第1種   | 4円50銭 | 第6病舎。大1室1人。                                 |
| 丙   | 1又は2   | 0      | 第2種   | 4円     | 第6病舎。小1室1人。                                 |
| 丙   | 1又は2   | 1      | 第3種   | 3円     | 第6病舎。1室2人。                                   |

| 室種   | 戸数 | 金額 |
| ------ | ---- | ---- |
| 特別室 | 1    | 15円 |

- -     - 補注：料金は1日当たりのもの。「特別」の寝台2脚は「内一脚ハ畳二、三枚ヲ以テ代用スルコトアリ」とある。これは付添人や家族の宿泊のためのものであったらしい。また寝台数「0」は畳を敷いたものと推測される。

## 入院した著名人・その家族
- 大熊信行
- 大手拓次
- 岡崎文吉
- 尾竹紅吉 - 画家、『青鞜』同人。本名・一枝。のちに富本憲吉と結婚。
- 落合直文
- 岸田稚魚 - 俳人。詞書「南湖院退院」を置いた一句「東京へ歩いてゐるやいぬふぐり」（句集『雁渡し』私家版、1951年）がある。
- 国木田独歩
- 佐藤惣之助
- 清水重夫 - 内務省警保局保安課長（特別高等警察、いわゆる特高を管掌）。
- 杉浦重剛
- 田畑修一郎
- 坪田譲治
- 中里介山
- 平塚雷鳥の姉（孝子） - 雷鳥は雑誌『青鞜』の編集を茅ヶ崎でも行い、若い画学生奥村博史と恋に落ちた。
- 前田夕暮の長女（妙子）
- 八木重吉 - 妻は重吉の没後に南湖院で事務員を務めた。
- 石川啄木の次女（房江）
- 山室民子 - 日本救世軍の山室軍平の長女。

## 交通
- 現在
  - 茅ヶ崎駅南口よりコミュニティバス「えぼし号」で「(11)西浜小学校前」下車徒歩8分。
  - 茅ヶ崎駅北口及び南口より神奈中バスで「団地中央」下車徒歩8分。

- 戦前
  - 人力車　明治時代
  - 小型バス・サイドカー　大正時代（1925年（大正14年））、茅ヶ崎乗合自動車創立）
  - 小型バス・タクシー　昭和時代

## 南湖院を描いた文芸・絵画・等
- 田山花袋「東京の三十年」
- 中村星湖「彼等は踊る」　茅ヶ崎館が主な舞台。
- 真山青果「病牀録」
- 山川方夫「その一年」第40回芥川賞候補作。
- 萬鉄五郎「南湖院」油彩・岩手県教育委員会所蔵
- 映画「月よりの使者」（1934年、新興キネマ）、主演：入江たか子・高田稔。久米正雄による原作の舞台は逗子の湘南サナトリウム。

## その他
- 富士山を背景とした第一病舎（現存）の風景は「関東の富士見百景」（国土交通省関東地方整備局主催）に選ばれている。
- 近隣のサナトリウム：杏雲堂病院（平塚市）、海浜院（鎌倉市）、湘南サナトリウム（逗子市）。